# 古墨

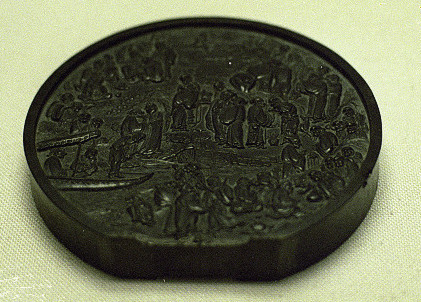
呉申伯　百老図墨

古墨（こぼく）とは、文房四宝における墨の中で、製造されてから長い年月を経ているものをいい、品質の良い墨とされている。通常、唐墨は清時代までに、和墨は江戸時代までにつくられたものを古墨と称す。ただし、今ではほとんど入手不可能であり、100年以上前の墨は古渡りものにたよる以外ない。

## 概要
諸説あるが、墨は出来たてでは粘り気があり、墨色も冴えないという。だいたいの目安としては、20年から100年にかけてが最もよい墨色を見せる。また、古墨の条件としては、よい原料とよい製法を用いていることが前提である。よって、いくら年月を経ても、原料が粗悪なものであったり、製法に手抜きがあれば、古墨とは呼べない。
明清時代が製墨の頂点といわれ、以後、カーボンブラックが使用されるなど品質の悪化をたどった。特に1966年の文化大革命の後、品質が変化したといわれ、また、文革によって新しい名前の墨ができ、古いなじみの墨が少なくなった。
主な特長
- 墨色が美しい。
- 筆が暢びて書き良い。
- 筆の通過した跡と滲み（淡い色）との差が、乾くと明瞭になる。

古墨の例
- 乾隆御墨（文遡閣詩）
- 乾隆御墨（彩墨）
- 敬勝斉蔵墨
- 胡開文
- 龍鳳呈祥（程君房製）
- 百子図（程君房製）

## 歴史
甲骨文や殷墟では陶磁器に墨書されたものが出ていることから、殷代になんらかの墨があったと考えられる。固形の墨があらわれたのは中国漢代に入ってからで、原料は松煙と石墨（せきぼく）であり、膠（ニカワ）や香料も使われた（石墨は漢代を最後に使われなくなった）。油煙が使われ始めたのは、唐代とも宋代ともいわれ、はっきりしない。
唐代の墨匠では李超と李廷珪の親子が有名であり、宋の『淳化閣帖』は廷珪の墨で拓したといわれる。明代には、程君房（ていくんぼう）、方于魯（ほううろ）などの名匠が出て、形式も現代のようになり、品質も非常に優れた墨が作られ、造墨の最頂点といわれる。よって、この時代の古墨は特に珍重される。清代は乾隆帝が墨匠・汪近聖（おうきんせい）に作らせ、また、曹素功（そうそこう）・胡開文（こかいぶん）の両家も名墨（乾隆御墨（けんりゅうぎょぼく）など）を競い合った時代である。
製煙法の変遷
明代までの墨は松煙墨が普及し、油煙墨は特殊な存在であった。清代になって状況が逆転し、油煙墨が常識になり、松煙墨が特殊になったが、このころまでの製煙法は原始的であり、それゆえ原料（煤）の品質は非常に良いものであった。しかし、その後、重油、灯油等の鉱物性の煙が使用されるようになり、品質は格段に下がった。さらに、鉱物性煙はもちろんだが、松煙や油煙の植物性煙の製煙も機械化され、墨色が単調になり、光沢の品位も下がった。

## 昔ながらの製墨法

### 原料
墨は煤（すす）と膠が主成分であるが、少量の香料も配合する。
煤
松煙墨の煤の採り方は、まず、かなりの年数を経た松の樹の幹に斧で溝をつけ、松脂（まつやに）がにじみ出て来るのを待つ（3～4ヶ月かかる）。それを太めの文鎮ぐらいの割木にして燃やすが、一度にたくさん焚いては煤が粗くなるため、3～4本ずつ気長に燃やす。その煤を小皿のような蓋で受け止め、付いた煤を鳥の羽ですくい取るように集める。蓋の位置は炎から遠いほど良い煤が採れる。しかし、遠いほど採れる煤の量は少ない。松煙墨が古墨になると澄んだ美しい青墨色を生む。
油煙墨は、菜種油、胡麻油、椿油などを小皿に入れ、灯心を立てて燃やす。細い灯心で炎を小さくし、また炎から遠い所で煤を集めるほど粒子の細かい良質の煤が採れる。
膠
膠は煤と同じぐらい、あるいはそれ以上に墨の品質にとって重要である。良い墨の絶対条件である書きよさは、膠の品質によるところが大きい。膠は獣や魚の皮、骨、腸を煮て作る。日本では獣、中国では魚の膠が多く使われる。膠の効用は次のとおりである。
- ばらばらの煤の粒子を膠の粘性でまとめて墨の形を作る。
- 書いた時に、墨を紙、板、布などに凝集、浸透、付着させる。
- 墨色に艶や光や透明感を出す。

香料
墨を磨ると良い香りがするが、これは香料が入っているためであり、膠の嫌な臭いを消すのが目的である。動物性の香りとしては麝香が、植物性のものでは龍脳（りゅうのう）が珍重される。

### 製墨
墨作りは寒い冬に作業する。気温が高いと膠が腐敗してしまうからである。
1. 練り上げる
煤に、溶かした熱い膠を混ぜ、よく練っては揉み、また練っては揉む。中国では臼に入れて杵でついた。ついてはこね、ついてはこねて練り上げる。練りながら少しずつ香料を加える。練り上げた墨を木型に入れて形を整え圧搾する。この練りの作業が品質を左右するといわれ、熟練した墨師の技術に依存する。
2. 乾燥
次に型からはずした墨を乾かす。灰の中に埋めて湿り気を吸わせるが、最初はかなり湿った灰を使い、毎日毎日少しずつ湿度の少ない灰に取り換える。割れたり、曲がったりしないように灰の取り換えには苦心を要する。墨の大小によって、10日～1ヶ月あまりでこの灰乾燥は終わる。灰乾燥が終わった墨は、干し柿のように藁でつるして干す。この自然乾燥は、2～3ヶ月続けられる。こうして干し上がった墨に磨きをかけ、金色や銀色などで模様を描き、墨の出来上がりである。
3. ねかせる
墨は出来上がってから休むことなく変化を続ける。特に最初の2～3年は性質が安定しないため、このような状態の墨を使うと水と墨がなじまず、ひどく汚い滲み方をする。よって、製造元では出来た墨をねかしておいてから出荷するのが普通である。

## 現在の製墨業
このように時間と手間がかかる昔ながらの墨の製法は、大量生産による低価格化が要求される現代ではほとんど見られなくなり、またその技術の後継者も少ない。